# Шестовицкий археологический комплекс
«Шестовицкий археологический комплекс» состоит из городища, подола и курганного могильника; датируется в основном X в.; расположен в урочище Коровель, у села Шестовица, неподалёку от реки Десна, 12 км к юго-западу от Чернигова.
В Шестовицах, видимо, была дислоцирована дружина киевского князя, в составе которой находились варяжские воины.
Дружина, размещенная за пределами Чернигова и призванная обеспечить великокняжеский контроль над городом, противостояла местной боярско-дружинной, землевладельческой знати. Некрополи черниговских бояр и их приближённых плотным кольцом окружали город (могильник летописного Гюричева, курганы «в Березках», группа насыпей «Пять Углов», Олегово Поле, Болдино, Троицкая группа и др.). Монументальные курганы, подобные центральным насыпям всех этих групп, есть и в Чернигове в составе собственно городского могильника — Чёрная могила, Курган княжны Чорны.

## Отсутствие названия городища в средневековых источниках
Указанное поселение не упоминается в летописях и первоисточниках Киевской Руси, Скандинавии, Европы — и до настоящего времени не определено его историческое название.

## Раскопки
Первые раскопки произвёл в 1925—1927 годах сотрудник Черниговского исторического музея П. И. Смоличев.
В 1946, 1948, 1956—1958 годах раскопки были продолжены:
- Городище княжеской эпохи IX—XII века — раскопаны полуземлянки с глинобитными печами, хозяйственные ямы, заполненные следами железоделательного производства, остатки валов и следы рва; найдены обломки жерновов, стеклянные браслеты и бусы, шиферные пряслица, железные наконечники стрел, бронзовый энкольпион (нагрудный крестик).
- «Курганный могильник» насчитывает несколько сотен курганов, из которых раскопано свыше 150. В том числе за погребальным обрядом 57 с сожжением, 48 с трупоположением, 48 пустые кенотафы. В 7 курганах были захоронения вместе от 2 до 9 покойников, мужчин, женщин и детей. Во многих захоронениях найдены воины с убитыми рабынями, боевыми лошадьми, оружием. Богатый инвентарь (некоторые вещи скандинавского происхождения) : оружие (боевые топоры, мечи, наконечники копий, кинжалы, колчаны со стрелами); украшения и бытовые вещи (ножи, гребни, лепная и гончарная посуда); остатки одежды, застёжки-фибулы; арабские и византийские монеты. Большинство курганов датируются X—XI вв., только некоторые XII в.

В Шестовицком могильнике встречены сидячие захоронения в курганах 42 и 110. Появление сидячих погребений в Поднепровье, на Псле и Сейме объясняется прибытием туда переселенцев из Новгородчины и может быть связано с политикой Владимира Святославича, направлявшего на южные рубежи своих владений «лучших мужей» из подвластных ему отдалённых племён, среди которых летописцем называется и чудь. 13—14 из 167 захоронений в 148 курганах идентифицируются как скандинавские (8—9 %).
В 1998 года возобновлены ежегодные раскопки (до настоящего 2010 г.), которые ведутся «Шестовицкой международной археологической экспедицией», созданной в 1998 году силами украинских, российских и норвежских археологов, Институтом археологии Национальной Академии наук Украины и экспедицией Черниговского педагогического университета во главе с В. П. Коваленко. За период 1998—2010 гг. раскопано 6120 м². В 2006 году найдено «погребение варяжского конунга», которое определено (академиком П. П. Толочко) как «сенсация года в украинской археологии».
С 1990-х годов «Шестовицкой археологический комплекс» признан (историками Норвегии и Украины) как «одно из крупнейших поселений викингов в Европе». Большие «поселения викингов» существовали в Скандинавии, а также возле Смоленска (Гнёздовский археологический комплекс).
Предполагавшееся сходство погребённых на Земляном городище Старой Ладоги и в курганах Шестовиц не подтверждается по данным t-критерия Стьюдента. Этническую принадлежность средневековых групп населения методами антропологии определить нельзя.
Находки шиферных бус на Очеретяной горе и в Гнёздове свидетельствуют о попытке производства собственных бус из местного сырья в Южной Руси во второй половине X века.
Все погребённые были положены на спине, головой на запад. Только в трёх случаях ориентация была южная, в одном случае — северная (курган № 38/3), характерная для финно-угорских племён лесов Севера, и в одном случае — восточная (курган № 61/2). В кургане № 61/1, принадлежавшем ребёнку, рядом с амулетом из просверленной таранной кости бобра нашли бронзовый византийский перстень-печатку с погрудным изображением Христа Пантократора. В могильной яме нашли типичный для дружинных погребений набор инвентаря, в том числе боевой топор. Возможно, погребённым мог быть один из сыновей Владимира Святославича. Сабля из кургана № 61 тождественна сабле из Чёрной могилы в Чернигове. Сабли с искривлёнными гардами типа 1А с опущенными к низу концами датируются, по мнению А. Н. Кирпичникова, второй половиной X—XI веком.

## Палеогенетика
Для генетического анализа перенесены образцы костной ткани из 12 захоронений, раскопанных Д. И. Блифельдом в 1956—1958 годах из различных курганов Шестовиц. К сожалению, материалы только двух захоронений X—XII веков оказались пригодными для выделения ДНК: VK539 Ukraine_Shestovitsa-8870-97 (kurgan 32(23)/ burial 2, pit Б, male, 25-30) и VK540 Ukraine_Shestovitsa-8871-96 (kurgan 32(23)/ burial 1, female, 35-40).
У мужчины VK539 определена Y-хромосомная гаплогруппа I1 (субклад I1a2a2a3a4~-Y7928>Y7928*) и митохондриальная гаплогруппа V (субклад V40). У женщины VK540 также определена митохондриальная гаплогруппа V.

## фестиваль «Коровель», летняя международная археологическая школа
С 2001 года на базе экспедиции:
- ежегодно проводится фестиваль исторического фехтования «Коровель»(проводился до 2013 года);
- проводится «летняя полевая международная археологическая школа» — в которой ежегодно проходят практику до 500 студентов и аспирантов из Центральной и Восточной Европы.

Планируется строительство туристического комплекса с «историческим музеем под открытым небом» в котором будет представлена киево-русская и варяжская культура X века.